# Scherven van geluk
Scherven van geluk is een lied van de Nederlandse band Miss Montreal. Het werd in 2020 als single uitgebracht.

## Achtergrond
Scherven van geluk is geschreven door Sanne Hans, Koen Jansen, Marcel Tegelaar en René van Mierlo en geproduceerd door Gordon Groothedde. Het is een lied uit het genre nederpop. Het nummer gaat over het positief omgaan met tegenslagen. De Sanne Hans vertelde dat zij bij tegenslagen eerder in haar leven er vaak er mee kon zitten. Bij recentere tegenslagen probeerde ze juist positief de situatie te bekijken, waardoor zij beter met de tegenspoed om kon gaan. Dit gevoel beschreef ze in het lied. Met medeschrijver Diggy Dex bracht Miss Montreal kort na Scherven van geluk de single Alles is zoals het zou moeten zijn uit.

## Hitnoteringen
De band had weinig succes met het lied in Nederland. Het had geen notering in de Single Top 100 en ook de Top 40 werd niet bereikt; het lied bleef steken op de elfde plaats van de Tipparade.